# Marling
Marling (wł. Marlengo) – miejscowość i gmina we Włoszech, w regionie Trydent-Górna Adyga, w prowincji Bolzano.
Liczba mieszkańców gminy wynosiła 2488 (dane z roku 2009). Język niemiecki jest językiem ojczystym dla 88,5%, włoski dla 11,26%, a ladyński dla 0,24% mieszkańców (2001).